# Demografia del Níger

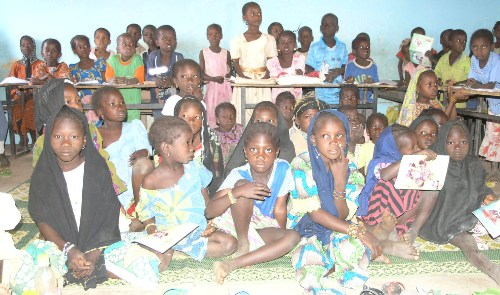
Nens en una escola primària.

En aquest article s'explica la demografia del Níger.
El Níger és el 63è país més poblat del món, amb una població propera als 13 milions d'habitants, que per a efectes comparatius és similar a la de l'Equador. L'any 2006 el Níger tenia una població de 12.525.000 habitants, aquesta presentava la següent composició ètnica (2001): hausses (56%), djermes (22%), fula (9%), tuaregs (8%) i amazics (4%). Es professen les següents religions: musulmans (80%); animistes locals i catòlics (20%). Es calcula que hi viuen uns 10.000 francesos. L'idioma oficial és el francès, encara que només una petita part de la població el parla. La principal llengua materna és el hausa, que serveix de lingua franca entre els diferents grups ètnics, i és parlada com a idioma matern pel 60% dels nigerins. L'esperança de vida és de 43 anys. La mitjana de fills per dona és de 7.03, la taxa més alta del món. La qual cosa està provocant un augment poblacional mai vist en la història d'aquest pobre país. De la mateixa manera, la seva taxa de natalitat és la més alta del món, amb 51,6 naixements per 1.000 habitants, encara que la de mortalitat és així mateix elevada, situant-se en el lloc divuit a l'escala mundial amb 14,83 morts per mil habitants. La mortalitat infantil és de les majors del món, amb 116,66 defuncions per 1.000 habitants, i la seva esperança de vida és una de les més baixes. Tan sols el 17,6% de la població està alfabetitzada. D'acord amb estimacions de l'any 2012, sis localitats nigerines sobrepassaven els 100.000 residents; aquestes eren: la capital Niamey (1.058.847 habitants), Zinder (263.766), Maradi (188.008), Arlit (128.807), Agadez (118.647) i Tahoua (110.046).

## Evolució demogràfica
El Níger ha presentat durant els últims cent vint anys la següent evolució demogràfica

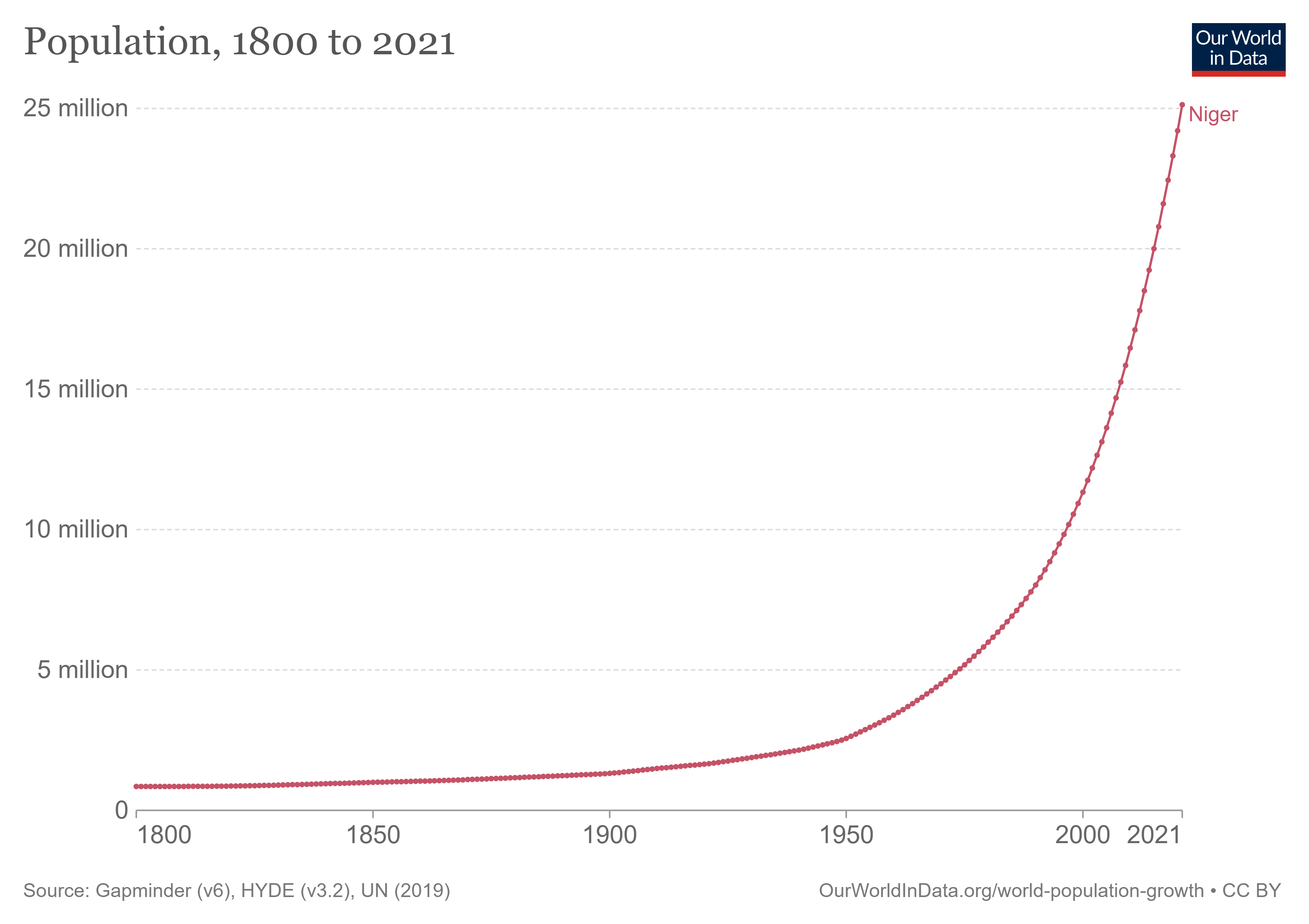
Evolució demogràfica del Níger.

- 1890- 1,4 milions.
- 1900- 1,5 milions.
- 1910- 1,6 milions.
- 1920- 1,8 milions.
- 1930- 2 milions.
- 1940- 2,2 milions.
- 1950- 2,4 milions.
- 1960- 3 milions.
- 1970- 4,2 milions.
- 1980- 5,6 milions.
- 1990- 7,7 milions.
- 2000- 10,1 milions.
- 2010- 14,3 milions.

## Ètnies
El grup humà més gran del Níger són els hauses, que també constitueixen el major grup del nord de Nigèria, i els djerma-songhai (songhais que parlen zarma), que també es troben en parts de Mali. Tots dos grups són sedentaris i viuen en la terra cultivable del suc. La resta de nigerins són nòmades o seminòmades com els tuaregs, fules, kanuris, i toubous. Totes les poblacions tenen un creixement accelerat i en conseqüència, en els últims anys s'han generat conflictes per la competència de recursos i dels diferents estils de vida.

## Religió
L'islam va arribar al país en el segle x. Entre el 80% i el 90% de la població és musulmana, de la qual un 95% és sunnita i només un 5% xiïta. La resta dels nigerins són animistes locals i catòlics. No es disposa de dades sobre els ateus.

## Població
L'elevada mortalitat infantil és comparable als nivells registrats en els estats veïns. Tanmateix la mortalitat infantil entre els 1 i 4 anys és excepcionalment alta (274 per 1.000) degut a generalment a les pobres condicions de salut i nutrició inadequada per a la majoria dels infants de l'estat. La taxa de fertilitat és molt elevada (7,03%), això vol dir que prop de la meitat de la població (49%) té menys de 15 anys. L'escolarització és molt baixa (34%), el que és un 38% dels homes i un 27% de les dones. Hi ha educació addicional en les madrasses.
Població:

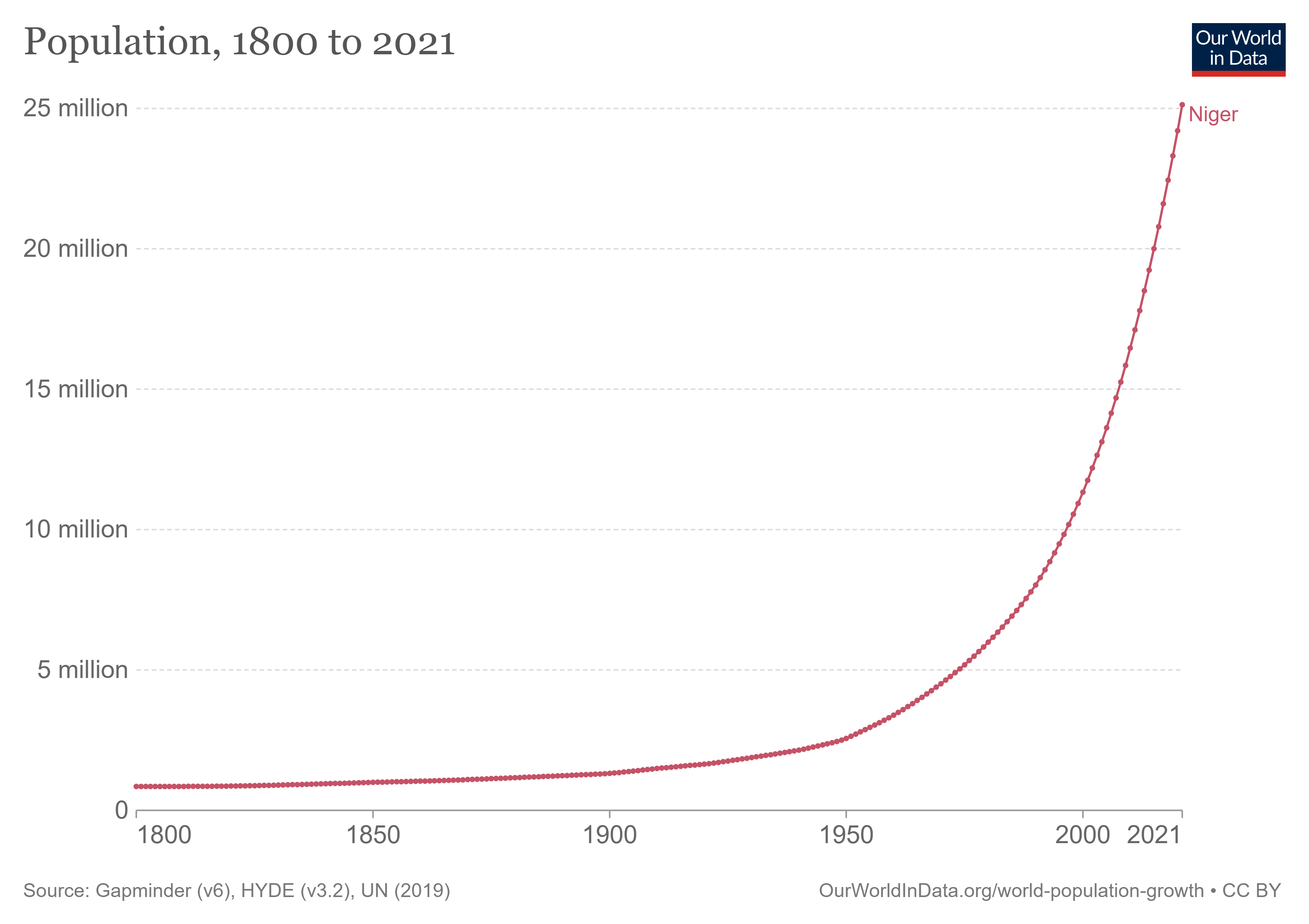
Demografia del Níger, dades de la FAO, any 2005; Nombre d'habitants en milers

10.075.511 (estimació del juliol del 2000) Es calcula que aquesta població s'haurà doblat el 2026.
Estructuració d'edats:

0-19 anys:
57,4% (homes 3.561.300; dones 3.413.841)

20-64 anys:
40,3% (homes 2.516.092; dones 2.378.398)

per sobre de 65 anys:
2% (homes 121.570; dones 109.725) (2000 est.)
Taxa de creixement de la població:
2,75% (2000 est.)
Taxa de naixement:
51,45 naixements/1.000 població (2000 est.)
Taxa de mortalitat:
23,17 morts/1,000 població (2000 est.)
Taxa neta de migració:
-0,75 migrants/1.000 població (2000 est.)
Proporció de sexes:

en néixer:
1.03 homes/dones

per sota els 15 anys:
1.04 homes/dones

15-64 anys:
0.95 homes/dones

65 anys i més:
1.11 homes/dones

total de població:
1 homes/dones (2000 est.)
Taxa de mortalitat infantil:
124,9 morts/1.000 infants vius (2000 est.)
Expectativa de vida en néixer:

total de població:
41,27 anys

homes:
41,43 anys

dones:
41,11 anys (2000 est.)
Taxa de fertilitat:
7,61 fills/dona (2000 est.)
Gentilici:

Home:
Nigerí

Dona:
Nigerina
Grups humans:
Hausses 56%, djermes 22%, tuaregs 8,5%, fules 8%, beri beri (kanuris) 4,3%, àrabs, toubous i gourmantches 1,2%, també hi ha uns 10.000 francesos.
Religions:
Islam 80%, la resta són creences indígenes i cristianisme
Llengües i dialectes:
Francès (oficial), aràbic saharià, aràbic sulaimiti, bilma, bornuans, dazaga, hassaniyya, haussa, fula, gourmanchéma, manga, shuwa, tagdal, tahaggart, Tasawaq, Tawallammat, tayart, tedaga, tumari, zarma.
Alfabetització:

definició:
població per sobre els 15 anys que pot llegir i escriure

total de població:
13,6%

homes:
20,9%

dones:
6,6% (1995 est.)